# Дерріл Саттер
Дерріл Джон Саттер (англ. Darryl John Sutter; нар. 19 серпня 1958) — колишній канадський професійний хокеїст і нинішній головний тренер «Калгарі Флеймс». Один із семи братів Саттерів, шість із яких потрапили до НХЛ (Брент, Браян, Дарріл, Дуейн, Річ і Рон); усі, окрім Річа та Гері (сьомого брата Саттера), працювали разом з Даррілом у певній якості під час його першого перебування у «Флеймс».
Саттер, як і його брати, заслужив репутацію гравця з високою трудовою етикою, та з агресивним, жорстким стилем гри. Провів в НХЛ понад 400 ігор. Саттер був капітаном «Чикаго Блекгокс» протягом п'яти років, поки травма не змусила його піти з професійного хокею у віці 28 років.
Раніше Саттер працював головним тренером «Чикаго Блекгокс», «Сан-Хосе Шаркс» і «Лос-Анджелес Кінгс», з якими він виграв два Кубка Стенлі в 2012 і 2014 роках. Також раніше працював у «Флеймс» на різних посадах, обіймаючи посаду головного тренера команди з 2002 по 2006 рік і генерального менеджера з 2003 по 2010 рік. Саттер повернувся до «Флеймс» у 2021 році, коли став головним тренером команди вдруге.

## Нагороди
- Володар Кубка Стенлі як головний тренер «Лос-Анджелес Кінгс» — 2012, 2014.
- Нагорода Джека Адамса — 2022.